# Comuna Rudnea, Rojîșce
Rudnea (în ucraineană Рудня) este o comună în raionul Rojîșce, regiunea Volînia, Ucraina, formată din satele Olhanivka, Rudnea (reședința) și Valereanivka.

## Demografie
Componența lingvistică a satului Rudnea
     Ucraineană (99,9%)
     Alte limbi (0,1%)
Conform recensământului din 2001, majoritatea populației satului Rudnea era vorbitoare de ucraineană (99,9%), existând în minoritate și vorbitori de alte limbi.